# Turpan-Senke
Die Turpan-Senke (oder Turfan-Senke, chinesisch 吐魯番盆地, Pinyin Tulufan Pendi; uigurisch تۇرپان ئويمانليغى, Turpan Oymanliƣi) ist eine Depression im östlichen Xinjiang, einem autonomen Gebiet im nordwestlichen China (Asien).

## Geographie
Die beckenartige Turpan-Senke liegt vollständig im Uigurischen Autonomen Gebiet Xinjiang der Volksrepublik China zwischen 87°O bis 97°O und 42°N bis 43,5°N. Verzweigungen des  Tian Shan umschließen sie an allen Seiten. Hauptsächlich sind das die Bergketten von Nan Shan im Westen, Bogda Shan und Barkol Tagh im Norden und Kuruk Tagh (Chöl Tagh) im Süden. Wichtigster Zufluss des abflusslosen Beckens ist der Ala, der aus Richtung Westen in die Senke fließt; ein weiterer Fluss ist der Baiyang. Südwestlich der Senke befindet sich der Bosten-See.
An der tiefsten Stelle, die sich etwa 150 km südöstlich der Provinzhauptstadt Ürümqi im Zentrum der etwa 50.000 km² großen Turpan-Senke am Aydingkol-See befindet, fällt das Gelände an den Seeufern auf 155 m unter dem Meeresspiegel ab. Damit ist sie nach dem Gebiet um das Tote Meer und den See Genezareth sowie fast gleichauf mit dem Assalsee eine der tiefsten Senken der Erde. Sie konnte schon im vorindustriellen Zeitalter trockenen Fußes aufgesucht werden. Heute liegen auch durch menschliche Aktivitäten entstandene Löcher wie die rheinischen Braunkohle-Tagebau-Minen tiefer (Tagebau Hambach ca. 290 m unter Meeresspiegel).
In Richtung Osten öffnet sich die Landschaft zur Wüste Gobi. Hinter den nördlichen Gebirgen breitet sich das große Becken der Dsungarei aus, jenseits des südlichen Gebirges das Tarimbecken. Im Westen liegt das Tian-Shan-Gebirge.

## Geologie
Die Turpan-Senke ist eine Verwerfung, die nicht nur aufgrund der Kollision des Indischen Subkontinents mit Asien, seit der unter anderen der Himalaya aufgefaltet wurde und wird, sondern auch wegen Bewegungen innerhalb der eurasischen Platte in der späten Perm-Periode entstand. Anschließend wurde die Senke während des Känozoikum weiter verformt.
In der letzten Deformation entstand eine von Osten nach Westen verlaufende Gebirgskette, die Flammenden Berge, die im Zentrum des Beckens durch enormen Druck aufgefaltet wurde. Das Gebirge, das 98 km lang und 9 km breit ist, erreicht maximal 831,7 m Höhe.

## Klima
Das Klima in der Turpan-Senke ist extrem arid, windig und heiß. Die höchsten gemessenen Werte betragen für die Windgeschwindigkeit mehr als 40 m/s und für die Bodentemperatur im Sand 82,3 °C.

## Orte
Innerhalb oder am Rand der Turpan-Senke befinden sich unter anderen diese Orte:
- Turpan im nördlichen Teil der Senke
- Piqan (Shanshan), 80 km östlich von Turpan
- Toksun, 40 km westlich von Turpan

Weiterhin finden sich hier:
- die Ruinenstädte Jiaohe und Kocho
- die Tausend-Buddha-Höhlen von Bäzäklik unweit der Flammenden Berge
- die Astana-Gräber
- die Yanghai-Gräber

### Regionale Geschichte

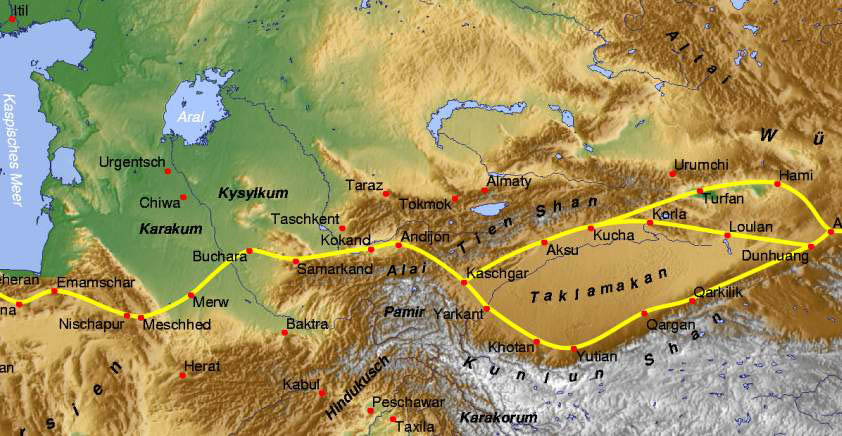
Zentralasiatischer Teil der Seidenstraße

Die Oasen der Turpan-Senke gehörten mit den Orten am Rand der Taklamakan-Wüste zum mittleren Teil der Seidenstraße. Kocho war vom 9. bis 14. Jahrhundert das Zentrum des uigurischen Reich von Kocho, von dem sich die aus dem islamischen Kulturraum stammende Fremdbezeichnung Uiguristan ableitet.